# Albert von Weissenstein
Albert von Weissenstein OP (latinisiert Albertus de Albo Lapide; * um 1430; † vor 1484 wohl in Zürich) war ein Ordenspriester der Dominikaner.

## Werdegang
Zur Herkunft ist nichts bekannt. Er wurde 1450 als Beichtvater in Rom genannt. Im Jahre 1451 war er an der Universität Köln immatrikuliert. 1452 war er Generalvikar des observanten Pforzheimer Predigerkonvents, Student in Bologna und Florenz, 1458 Magister der Theologie.
Pater Albert verfasste ein Salve Regina sowie einen Traktat anlässlich des 1479 von Papst Sixtus IV. bewilligten Ablasses zugunsten der Zürcher Kirchen. Die beiden Werke wurden von Sigmund Rot gedruckt und stehen am Beginn der Geschichte des Buchdrucks in Zürich.